# Hurry Up and Wait (Stereophonics)
Hurry Up and Wait is een nummer van de Welshe band Stereophonics. Het was de vijfde single van de band en ook meteen de laatste die werd uitgegeven van hun tweede album Performance and Cocktails. In 1999 bereikte de single een elfde positie in de UK Singles Chart.
De videoclip van het nummer is een parodie op de film M*A*S*H uit 1970.